# Syndrom rozpadu pojiva

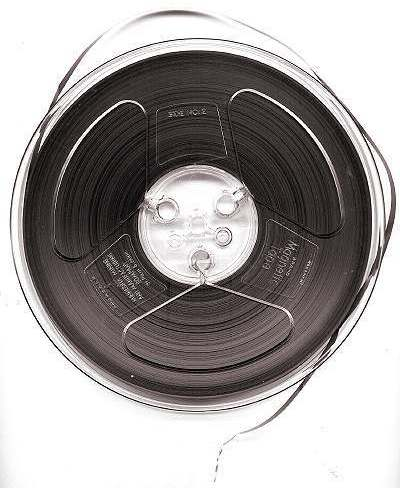
Magnetická páska na cívce

Syndrom rozpadu pojiva je stav způsobený poškozením pojiv v magnetické pásce, která drží magnetizovatelnou vrstvu oxidu železitého na svém plastovém nosiči, nebo která drží tenčí zadní krycí vrstvu na vnější straně pásky. Tento rozpad činí pásku nepoužitelnou. Je známo, že některé druhy pojiva se časem rozpadají v důsledku absorpce vlhkosti (hydrolýza).
Příznaky této vady mohou být okamžitě patrné i při převíjení pásky: hlučný chod a kolísání rychlosti. Pokud se přehrávají pásky se syndromem rozpadu pojiva, vydávají vrzavé zvuky nebo pískání a páska zanechává na vodítkách a hlavách částice rezavě zbarveného magnetického prášku. V některých případech, zejména u digitálních pásek, jsou příznaky mírnější a způsobují občasné výpadky.

## Důvod
Syndromem rozpadu pojiva trpí pásky pocházející od výrobců, kteří  neúmyslně použili při jejich výrobě pojivo s nestabilním složením. Toto pojivo obsahuje polyuretan, který pohlcuje vodu (hydrolýza) a způsobuje, že uretan vystoupá na povrch pásky. V páskách se používaly uretany s krátkými řetězci - dokud se nezjistilo, že řetězce střední velikosti jsou z pohledu absorpce vlhkosti lepší. Aplikace tepla na pásku dočasně obnoví její původní vlastnosti vytlačením molekul vody z pojiva, takže ji lze bezpečně zkopírovat na jinou pásku nebo do jiného formátu. Poté zůstává páska obvykle v dobrém stavu přibližně měsíc. Pokud se stav pásky znovu zhorší, je možné postup opakovat.

## Postižené výrobky
Mnoho pásek ovlivněných rozpadem pojiva bylo vyrobeno společností Ampex / Quantegy, jako například 406/407, 456/457, 499, Grand Master a 20-20+.
Pásky vyrobené společností Scotch / 3M jsou také ovlivněny a nejčastěji postiženými jsou zde pásky 206/207, 226/227, 262 (i když ne všechny 262 jsou opatřeny zadní krycí vrstvou, a těch se problém netýká), 808, 986, „Classic“ a „Master-XS“.
Ačkoli je to méně časté, problémem trpí i pásky značky Sony, jako jsou PR-150, SLH, ULH a FeCr.
Prázdné kazety ze 70. až 90. let nejsou ovlivněny, protože hygroskopické pojivo nebylo v kazetách použito. Některá složení kazetových pásek však trpí podobným problémem způsobeným mastnými kyselinami vystupujícími na povrch pásky, které se mohou přilepit k hlavám a vodítkům a způsobují pak silnou modulaci signálů na snímací hlavě, dokud není tato vyčištěna.
Kazetové pásky u-matic značky Ampex nyní také vykazují problémy s rozpadem pojiva, podobné jaké se objevují u jejich cívkových verzí.
Doposud nebyly zdokumentovány nebo prokázány případy rozpadu pojiva od společnosti Maxell. TDK vykazuje po určité době známky vylučování lubrikantu ve formě bílého prášku nebo bílo / nažloutlé lepkavé hmoty. To bylo zjištěno na TDK SA a některých páskách LX a BX. Existuje i několik zpráv o páskách od současných výrobců ATR a RMGI vykazujících příznaky rozpadu pojiva. Může se však jednat o ojedinělé případy týkající se prototypu nebo jednotlivých vadných šarží a nemusí nutně znamenat, že jde o vadu celé  produktové řady.
BASF neužívala pojiva s nestabilním složením a jejich výrobky zřídka vykazují tyto potíže, ačkoli kazety BASF LH Super SM vyrobené v polovině 70. let jsou k problému náchylné. Některé šarže Chromdioxid Extra II C-90, vyrobené v rozmezí let 1989-1991 a prodávané ve Velké Británii, uvolňují bílý prášek, který po několika měsících používání pokryje záznamovou i snímací hlavu. Mírně kvalitnější kazety Chromdioxid Super II a Chromdioxid Maxima C-90 vadou netrpí.
Některé 35 mm pásky s magnetickým plným pláštěm vyrobené společností Kodak, jako jsou pásky používané pro zvukovou část starších filmů IMAX, vykazují rozpad pojiva. Jelikož se pásky často dlouho skladují, je možné, že i u dalších se časem mohou objevit problémy.

## Řešení

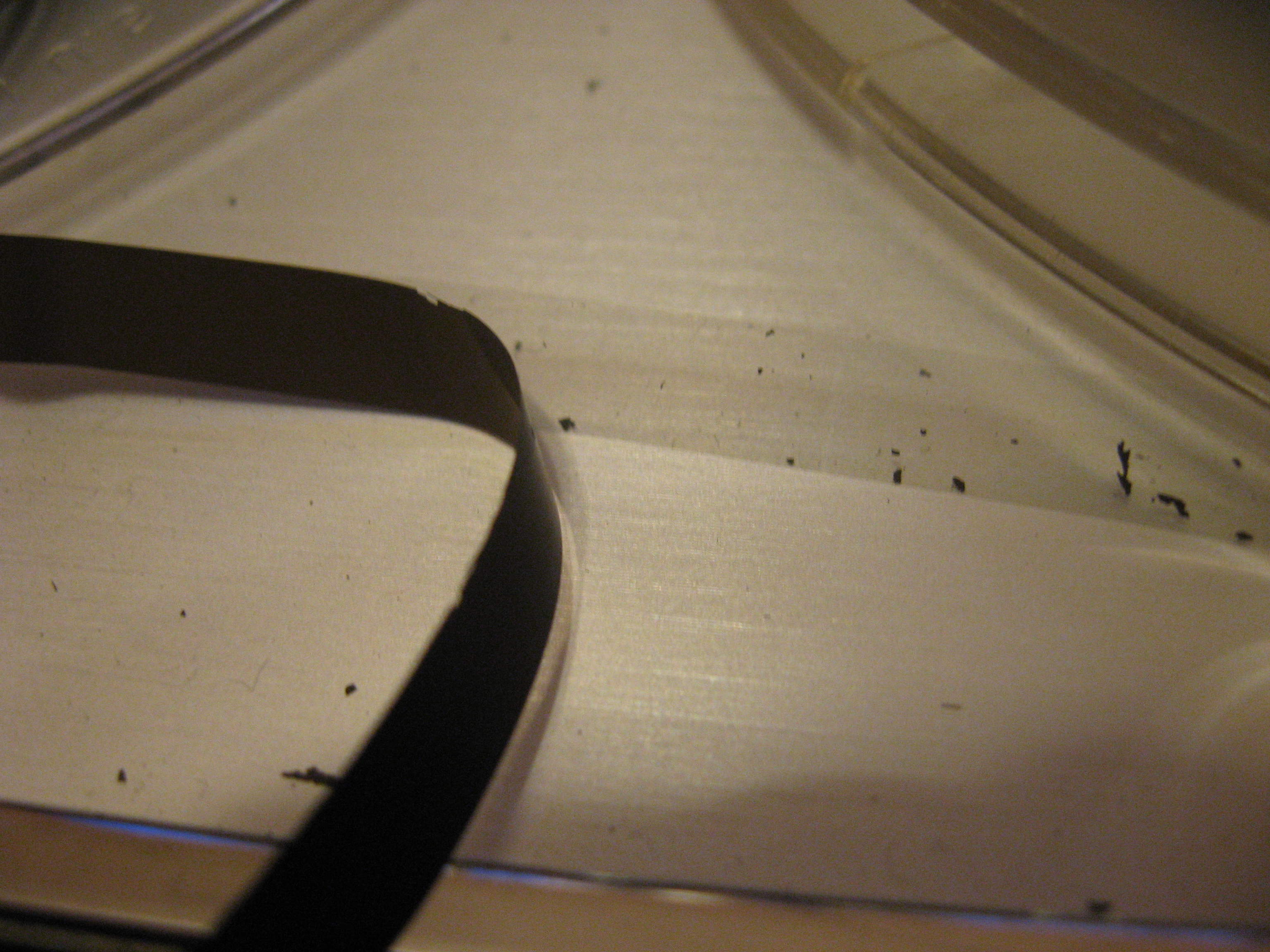
Stav pojiva na této pásce se zhoršil do té míry, že hnědý oxid, který drží magnetickou informaci, odpadl z čirého polyesterového základu.

Současná řešení syndromu rozpadu pojiva usilují o bezpečné odstranění nežádoucí vlhkosti z pojiva pásky. Obvykle se používají dvě různé strategie: zahřívání pásky (běžně nazývané „pečení“) a změna prostředí za účelem snížení vlhkosti . Pečení se běžně praktikuje, ale může pásky zničit. Zatímco úprava vlhkosti bezpečným ovládáním prostředí může trvat podstatně déle, její hlavní výhodou je, že nehrozí poškození pásky jako v případě pečení. Inženýři také vyvinuli alternativní postupy opravy poškozených pásek.

### Pečení
Pečení je běžnou praxí pro dočasnou opravu syndromu rozpadu pojiva. Neexistuje žádné standardní vybavení nebo postup pro pečení, takže si každý může vytvořit vlastní metodu. Pásky se obecně pečou při nízkých teplotách po relativně dlouhou dobu, například 54 až 60 °C po dobu 1 až 8 hodin. Širší formáty pásky mohou trvat déle. Obvykle se předpokládá, že pečení pásky dočasně odstraní vlhkost, která se nahromadila v pojivu. Očekává se, že ošetřená páska bude fungovat jako nová po dobu několika týdnů až několika měsíců, než znovu absorbuje vlhkost a opět ji nebude možné přehrát.
U acetátových pásků nelze pečení aplikovat, ale není to ani nutné.  Pečení je méně účinné u pásek u-matic, protože jejich pouzdra zabraňují účinné cirkulaci vzduchu uvnitř páskového média.

#### Nutnost
Pečení pásky je poněkud riskantní postup, protože existuje riziko tepelného poškození pásky. Existují však některé důležité znaky, díky kterým je poznat, kdy je třeba pásku vypálit. Obvyklým příznakem je pískání, když páska projde snímací hlavou nebo jinými pevnými částmi přehrávače pásky. Pískání je slyšet přímo z pásky a obvykle se také přenáší elektronicky na výstup magnetofonu jako širokopásmové zkreslení přehrávaného signálu. Neustálé používání pískající pásky může způsobit její trvalé poškození, protože z ní opadává oxid. Tento odlupující se zbytek je viditelný a dokud je ještě na povrchu pásky, může se chovat jako guma. Existuje také riziko poškození přehrávače. Dalším příznakem je, že zvuk při reprodukci je tupý a zkreslený. Ve videozáznamu může být degradace reprezentována výpadky obrazu a zvuku.